# Jackson Quiñónez
Pour les articles homonymes, voir Quiñónez.
Jackson Amadeo Quiñónez Vernaza, né le 12 juin 1980 à Esmeraldas, est un athlète espagnol, d'origine équatorienne, spécialiste du 110 mètres haies. Il change de nationalité le 27 octobre 2005. Il mesure 1,90 m pour 91 kg.
Son record personnel de 13 s 33, égalé en finale des Championnats du monde, est obtenu à Osaka en 2007 où il bat son précédent record espagnol de 13 s 34.

## Palmarès

### Jeux panaméricains
- Jeux Panaméricains de 2003 à Saint-Domingue ( République dominicaine)
  - 6e sur 110 m haies

### Championnats du monde d'athlétisme en salle
- Championnats du monde d'athlétisme en salle de 2008 à Valence ( Espagne)
  - 7e sur 60 m haies

### Championnats d'Europe d'athlétisme en salle
- Championnats d'Europe d'athlétisme en salle 2007 à Birmingham ( Royaume-Uni)
  -  Médaille de bronze du 60 m haies en 7 s 65

### Championnats d'Europe par équipes
- 2009 à Leiria ( Portugal)
  -  Médaille d'argent sur 110 mètres haies en 13 s 53

### Jeux méditerranéens 2009
- Pescara
  -   sur 110 m haies